# Richard Keßler (Politiker)
Richard Keßler (* 15. März 1940 in Augsburg; † 12. Juni 2016 in Ingolstadt) war ein deutscher Politiker (CSU).

## Leben
Richard Keßler legte 1961 das Abitur ab und studierte Geschichte, Volkswirtschaft und Politische Wissenschaft in München und Dublin, 1968 folgte die Promotion. Danach war er in der wissenschaftlichen Forschung und der Verbandsgeschäftsführung tätig.

## Politik
Von 1970 bis 1984 war Keßler Mitglied des Bayerischen Landtags, zunächst für den Stimmkreis Neuburg-Wertingen und ab 1974 für Neuburg-Schrobenhausen. In der Amtszeit 1978 bis 1984 war er auch ehrenamtlicher 2. Bürgermeister von Neuburg an der Donau. Anschließend war er vier Amtsperioden, von 1984 bis 2008, Landrat des Landkreises Neuburg-Schrobenhausen. In seine Amtszeit fiel die Dynamisierung der Donauauen mit dem Auenzentrum auf Schloss Grünau, das Entwicklungskonzept für das Donaumoos mit Gründung des Donaumoos-Zweckverbandes, die Errichtung des Umweltbildungszentrums „Haus im Moos“, die Schaffung der Geriatrie in Neuburg an der Donau und die vielfältige Stärkung der Schulen im Landkreis.
Am 25. Januar 2010 teilte sein Nachfolger Roland Weigert mit, dass Richard Keßler der offizielle Titel „Altlandrat“ verliehen werden soll. Am 28. Oktober 2010 wurde Richard Keßler im Rahmen einer Feierstunde im Schloss Neuburg die Ehrenbürgerwürde der Stadt Neuburg an der Donau verliehen. Am 12. Juni 2016 erlag er einem Krebsleiden.

## Publikationen
- Richard Keßler: Heinrich Held als Parlamentarier: Eine Teilbiographie 1868–1924 (= Beiträge zu einer historischen Strukturanalyse Bayerns im Industriezeitalter, 6). (Zugl.: München, Univ., Diss., 1969). Duncker & Humblot, Berlin (West) 1971, ISBN 3-428-02434-6